# 千葉家庭裁判所
千葉家庭裁判所（ちばかていさいばんしょ）は、千葉県千葉市にある日本の家庭裁判所の一つで、千葉県を管轄している。略称は、千葉家裁（ちばかさい）。佐倉、一宮（長生郡一宮町）、松戸、木更津、館山、八日市場（匝瑳市）、佐原（香取市）に支部を、市川に出張所を置いている。
本庁・支部は千葉地方裁判所の本庁・支部に併設されている。また、本庁・支部・出張所には簡易裁判所が併設されている。

## 所在地
- 本庁：千葉県千葉市中央区中央4丁目11-27　北緯35度36分21.8秒 東経140度7分24.2秒 / 北緯35.606056度 東経140.123389度
JR総武線、成田線、中央・総武緩行線、内房線、外房線、千葉都市モノレール1号線、2号線千葉駅から徒歩15分
京成電鉄千葉線、千原線千葉中央駅から徒歩8分
- 佐倉支部：千葉県佐倉市弥勒町92　北緯35度43分10.6秒 東経140度14分11.4秒 / 北緯35.719611度 東経140.236500度
JR総武線、成田線佐倉駅から徒歩30分
京成電鉄京成本線京成佐倉駅から徒歩15分
- 一宮支部：千葉県長生郡一宮町一宮2791　北緯35度22分31.2秒 東経140度21分50.1秒 / 北緯35.375333度 東経140.363917度
JR外房線上総一ノ宮駅から徒歩3分
- 松戸支部：千葉県松戸市岩瀬無番地　北緯35度46分52.9秒 東経139度54分12.9秒 / 北緯35.781361度 東経139.903583度
JR常磐線、京成電鉄松戸線松戸駅から徒歩7分
- 木更津支部：千葉県木更津市新田2丁目5-1　北緯35度22分42.7秒 東経139度55分18.8秒 / 北緯35.378528度 東経139.921889度
JR内房線、久留里線木更津駅から徒歩8分
- 館山支部：千葉県館山市北条1073　北緯34度59分30秒 東経139度52分11.9秒 / 北緯34.99167度 東経139.869972度
JR内房線館山駅から徒歩15分
- 八日市場支部：千葉県匝瑳市八日市場イ2760　北緯35度41分56.1秒 東経140度32分41.1秒 / 北緯35.698917度 東経140.544750度
JR総武線八日市場駅から徒歩15分
- 佐原支部：千葉県香取市佐原イ3375　北緯35度53分22.7秒 東経140度30分2秒 / 北緯35.889639度 東経140.50056度
JR成田線佐原駅から徒歩15分
- 市川出張所：千葉県市川市鬼高二丁目20-20　北緯35度42分56.1秒 東経139度56分11.3秒 / 北緯35.715583度 東経139.936472度
JR中央・総武緩行線下総中山駅から徒歩13分

## 管轄
- 本庁
  - 千葉市、習志野市、市原市、八千代市
- 市川出張所
  - 市川市、船橋市、浦安市
- 佐倉支部
  - 佐倉市、成田市、四街道市、八街市、印西市、白井市、富里市、印旛郡酒々井町、栄町
- 一宮支部
  - 茂原市、勝浦市、いすみ市、長生郡一宮町、睦沢町、長生村、白子町、長柄町、長南町、夷隅郡大多喜町、御宿町
- 松戸支部
  - 松戸市、野田市、柏市、流山市、我孫子市、鎌ケ谷市
- 木更津支部
  - 木更津市、君津市、富津市、袖ケ浦市
- 館山支部
  - 館山市、鴨川市、南房総市、安房郡鋸南町
- 八日市場支部
  - 匝瑳市、香取郡多古町、山武郡芝山町、横芝光町、九十九里町、銚子市、旭市（旧干潟町を除く）、東金市、山武市、大網白里市
- 佐原支部
  - 香取市、香取郡神崎町、東庄町、旭市（旧干潟町のみ）

※ただし、佐倉・一宮の各支部の合議事件・少年事件は本庁で、館山支部管内の合議事件・少年事件は木更津支部で、佐原支部管内の合議事件・少年事件は八日市場支部でそれぞれ取り扱う。

※市川出張所は、家事事件手続法で定める家庭に関する事件の審判及び調停のみ扱い、その他の事務は本庁が扱う。

## 歴代所長
- 野田愛子（1982年 - 1985年 東京家庭裁判所所長）
- 北川弘治（1988年9月 - 1990年5月 最高裁首席調査官）
- 本吉邦夫（1995年1月 - ）
- 木村要（1997年11月 - 1999年7月 依願退官）
- 安倍嘉人（2002年12月 - 2004年8月 横浜家庭裁判所所長）
- 稲田龍樹（2004年8月 - 2005年12月 横浜家庭裁判所所長）
- 星野雅紀（2005年12月 - 2008年1月 定年退官、日本大学大学院法務研究科教授、司法試験考査委員、弁護士）
- 寺尾洋（2008年1月 - 2009年12月 依願退官、日本公証人連合会常務理事）
- 西島幸夫（2009年12月 - 2011年3月 依願退官、社会保険審査会委員）
- 松田清（2011年3月 - 2013年6月30日 定年退官、横浜簡易裁判所判事）
- 安藤裕子（2013年7月1日 - 2014年10月1日 高松高等裁判所長官）
- 大門匡（2014年 - 2016年 横浜家庭裁判所所長）
- 高麗邦彦（2016年 - 2018年 定年退官）
- 高橋譲（2018年 - 2020年）
- 矢尾和子（2020年 - ）